# 星間特捜アサルトマン
『星間特捜アサルトマン』（せいかんとくそうアサルトマン）は、2004年12月24日に発売された特撮オリジナルビデオ。全1巻（全3話）。

## ストーリー
2020年、地球人類と銀河系ロイツ星との間に惑星間友好条約が締結されて10年が経った。この間に地球には多数のロイツ星人が訪れていたが、それにともない様々な問題が生じていた。…曰く不法入国、一部のロイツ星人による様々な犯罪、テロ、ロイツ星人が持ち込んだペットが野性化し怪獣となり、街を破壊し被害を及ぼすなどである。これらの事態に対処するため日本政府は特務機ASSAULTを結成。
A・S・S・A・U・L・T
アサルトとは、厚生労働省星間厚生局に設置されている星間犯罪取り締まり部に所属し星間犯罪の捜査及び取り締まりさらには巨大災害生物への対処まで広範囲な活動を展開する特殊機関の総称であり、彼らはその任務に応じてアサルト特捜隊、アサルト機動隊、アサルト警備隊等に分かれておりそれらを統括するのが星間厚生局長の嵐勇太朗である。

## スタッフ
- プロデューサー：飯澤慎
- 監督：荒井たか
- 企画：荒井豊
- 原案：きくち英一、荒井豊
- 脚本：緑丘参吾
- 助監督：米山智月
- 編集：李誠龍
- 撮影：山崎信幸、大縄賢司
- 殺陣：きくち英一
- 照明：雷神堂
- 美術：清水博子、松浦幹三
- ヘアメイク：岡村信也、小林ひとみ
- 特殊効果：近藤佳徳
- 車両：江幡弘道
- モンスターアクション：滝本凱太
- 造型：清水博子
- 音楽：NashStudio
- 撮影協力：熱海市、起雲閣、熱海城、熱海温泉かど半別館、熱海温泉、山水旅館、伊豆小型船安全協会、熱海市の皆様、チームしぐなす西海尊志、オリバーボディビル&ヒットネスジム神白徹雄、スクラムヘッド、アニーガンサービス、MF佐藤隆、オフィス怪獣魂、林家しん平
- 製作：株式会社禅ピクチャーズ、RAPIDPROGRESS

## キャスト
- エド・ライデン：有冨徹
- 川宮アリス：真木千瑛
- 嵐勇太郎：きくち英一
- 八木武士：八木一夫